# Agustí Villaronga
Agustí Villaronga Riutort (Palma de Mallorca, 21 de abril de 1953-Barcelona, 22 de enero de 2023) fue un director de cine, guionista y actor español.

## Biografía
Nació en Mallorca, en 1953. Fue nieto de feriantes que vendían bolsos de piel en mercados y ferias, su abuela murió de tuberculosis en un hospital de Tarrasa. Su padre fue un niño de la guerra, arrastrado al frente con quince años y acogido más tarde por una costurera (la tía Lola, aunque no era tía carnal) en Palma de Mallorca, donde trabajó como cartero. Apasionado del cine, le inculcó a su hijo la pasión del arte visual.
Cuando Agustí era solo un niño, jugaba a hacer proyecciones con dibujos, cajas de cerillas y linternas. A los catorce años decidió ser director. Cuando acabó el colegio escribió a Roberto Rossellini para poder ingresar en su escuela de cine en Roma. Le respondieron que antes debería pasar por la universidad. Terminó sus estudios básicos en el Colegio Nuestra Señora de Montesión de jesuitas y, algo decepcionado, ya adolescente, se trasladó a Barcelona donde se matriculó y licenció en Geografía e Historia.
Poco después de iniciar su carrera conoció a Víctor García, con quien se embarcó en la compañía de Núria Espert. Recorren Europa y América representando un papel en Yerma, de García Lorca. Al volver para seguir con sus estudios, actuó en varias películas en las cuales trató con Pepón Coromina, productor que le propuso llevar el vestuario de La plaza del diamante. Desde entonces, no paró de enlazar un rodaje tras otro, conociendo a los técnicos, el oficio y los secretos del cine.
Ejerció de profesor de Imagen así como de director artístico, decorador, estilista y realizador de videos de moda, siendo todo esto un paso previo para su incursión en el contexto cinematográfico con sus primeros cortos: Anta mujer (1976), Laberint (1980) y Al Mayurka (1980). 
En 1987, y con menos de treinta millones de pesetas, reunió al equipo y las condiciones idóneas para llevar a cabo su deseo de rodar un largometraje, su ópera prima Tras el cristal, siendo seleccionada para el Festival de Berlín.
Julián Mateos y Maribel Martín le produjeron El niño de la luna (1989), con la que desconcertó al público y a la crítica internacional en el Festival de Cannes de 1989. Fue galardonada con un Premio Goya al mejor guion original y nominada al mejor director y película. Pero lejos de los premios, la crítica y el público atacaron su trabajo.
En 1992 abandonó temporalmente la ficción con Al-Andalus: las artes islámicas en España, un documental producido por Sogetel y el MoMA de Nueva York, y no regresó hasta 1995.
Durante este tiempo, se obsesionó con la adaptación de la novela de Mercè Rodoreda La mort de primavera, pero, tras dos años de ir de productor en productor y no conseguir apoyos, desistió, aceptando un encargo de Massa d'Or Produccions, Tornasol Films y la cadena francesa Arte, para llevar al cine la novela de Georges Simenon El pasajero clandestino (1995), alejada de su forma de narrar y expresar. Declaró durante su rodaje que la tentación de dejar el cine fue muy grande.
Pero regresó con 99.9 (1997), otro encargo en el que María Barranco tuvo que ver, ya que le propuso a él como realizador del guion. El filme, coprotagonizado por Terele Pávez, estuvo presente en diversos festivales, entre ellos los de Montreal, Toronto, Roma, Sitges, La Habana y el Fantafestival, donde ganó dos premios además del Premio Méliès de plata a la mejor película fantástica europea.
Su siguiente trabajo, El mar (2000), supuso su regreso como autor de una película "íntegramente suya". Fue coguionista junto a Biel Mesquida (poeta mallorquín) y Toni Aloy, de una novela de Blai Bonet. Presentada en el Festival de Berlín y nominada al Oso de Oro. La película no causó indiferencia. Obtuvo  reconocimiento internacional y ganó el Premio Manfred Salzgeber a la innovación.
En 2001 recibió el Premio Nacional de Cine de Cataluña.
En su búsqueda incesante por lo difícil y nuevo, dirigió junto a Isaac P. Racine y Lydia Zimmermann en Aro Tolbukhin: en la mente del asesino (2002), un falso documental donde se juega con las posibilidades del lenguaje fílmico mezclando estilos, géneros y formatos. Fue galardonado con el Premio Ariel como mejor guion original y nominado a la mejor película y dirección.
Alejado del cine, adaptó un texto teatral para la realización en formato televisivo de Después de la lluvia (2007), con la obtuvo una buena pero poco trascendente acogida.
En el tintero se quedaron obras como La mort de primavera y Bárbaros de Occidente, una historia inspirada en la vida y obra de François Augiéras, un escritor y pintor francés del siglo XX y La Giganta, un proyecto sobre el que estuvo trabajando, pero que una vez conseguidos los apoyos financieros, uno de los productores huyó con el dinero.
En 2010 estrenó Pan negro (basada en la novela Pa negre y Retrat d'un assassí d'ocells, del escritor Emili Teixidor), con una historia centrada en la infancia y adolescencia de un chico durante los oscuros años 40. A la vez que descubre la sexualidad, se despertará en él una conciencia moral. Esta última película se presentó en el Festival de Cine de San Sebastián (donde Nora Navas consigue la Concha de Plata a la mejor actriz) y ganaó nueve Premios Goya (entre ellos el de Mejor dirección) de un total de catorce nominaciones.
En 2011 recibió el Premio Nacional de Cinematografía y su película Pan negro fue seleccionada para competir por el Óscar a la mejor película de habla no inglesa.
En 2012 recibió varios galardones por su trayectoria, como el premio honorífico del Festival Internacional de Cine y Artes Escénicas Gay-Lesbo y Trans de Bilbao (Zinegoak), el premio Jordi Dauder de la Muestra de Cine Latinoamericano de Cataluña y un homenaje del  Spanish Cinema Now en Nueva York.
Falleció el 22 de enero de 2023 a los 69 años en Barcelona, dos meses después se estrenó su obra póstuma Loli Tormenta.

## Filmografía
| Año  | Trabajo                                                          | Acreditado como | Acreditado como | Acreditado como |
| Año  | Trabajo                                                          | Director        | Guionista       | Actor           |
| ---- | ---------------------------------------------------------------- | --------------- | --------------- | --------------- |
| 1975 | Robin Hood nunca muere                                           |                 |                 | Sí              |
| 1976 | Anta mujer (C)                                                   | Sí              | Sí              | Sí              |
| 1977 | El fin de la inocencia                                           |                 |                 | Sí              |
| 1978 | El último guateque                                               |                 |                 | Sí              |
| 1979 | Perros callejeros II: Busca y captura                            |                 |                 | Sí              |
| 1980 | Laberint (C)                                                     | Sí              | Sí              |                 |
| 1980 | Al mayurka (C)                                                   | Sí              | Sí              |                 |
| 1987 | Tras el cristal                                                  | Sí              | Sí              |                 |
| 1989 | El niño de la luna                                               | Sí              | Sí              |                 |
| 1992 | Al-Andalus: las artes islámicas en España (D)                    | Sí              | Sí              |                 |
| 1994 | Souvenir                                                         |                 |                 | Sí              |
| 1995 | El pasajero clandestino (TV)                                     | Sí              | Sí              |                 |
| 1997 | 99.9                                                             | Sí              | Sí              |                 |
| 1997 | Cròniques de la veritat oculta (TV) Episodio: Pedagogía aplicada | Sí              |                 |                 |
| 1999 | El celo                                                          |                 |                 | Sí              |
| 2000 | El mar                                                           | Sí              | Sí              |                 |
| 2000 | Gracia exquisita (C)                                             | Sí              |                 |                 |
| 2002 | Aro Tolbukhin: en la mente del asesino                           | Sí              | Sí              |                 |
| 2004 | El habitante incierto                                            |                 |                 | Sí              |
| 2005 | Fuck Them All (Videoclip Mylène Farmer)                          | Sí              |                 |                 |
| 2007 | Después de la lluvia (Després de la pluja) (TV)                  | Sí              | Sí              |                 |
| 2007 | Atlas de geografía humana                                        |                 |                 | Sí              |
| 2008 | Mà morta truca a la porta (TV)                                   |                 |                 | Sí              |
| 2009 | 50 años de: Fe (TV)                                              | Sí              |                 |                 |
| 2009 | Petit indi                                                       |                 |                 | Sí              |
| 2010 | Pan negro (Pa negre)                                             | Sí              | Sí              |                 |
| 2012 | Carta a Eva (TV)                                                 | Sí              | Sí              | Sí              |
| 2013 | Desfachatez (Videoclip Fangoria)                                 |                 |                 | Sí              |
| 2014 | Difuminado                                                       |                 |                 | Sí              |
| 2015 | El rey de La Habana                                              | Sí              | Sí              |                 |
| 2017 | Incierta gloria (Incerta glòria)                                 | Sí              | Sí              |                 |
| 2019 | La Gomera                                                        |                 |                 | Sí              |
| 2019 | Nacido rey                                                       | Sí              |                 |                 |
| 2021 | El vientre del mar                                               | Sí              | Sí              |                 |
| 2023 | Loli Tormenta                                                    | Sí              | Sí              |                 |

## Premios y candidaturas
Premios Goya
| Año  | Categoría            | Película             | Resultado |
| ---- | -------------------- | -------------------- | --------- |
| 1989 | Mejor director       | El niño de la luna   | Candidato |
| 1989 | Mejor guion original | El niño de la luna   | Ganador   |
| 2010 | Mejor director       | Pan negro (Pa negre) | Ganador   |
| 2010 | Mejor guion adaptado | Pan negro (Pa negre) | Ganador   |
| 2017 | Mejor guion adaptado | Incierta gloria      | Candidato |

Premios Fotogramas de Plata
| Año  | Categoría               | Película             | Resultado |
| ---- | ----------------------- | -------------------- | --------- |
| 1989 | Mejor película española | El niño de la luna   | Ganador   |
| 2010 | Mejor película española | Pan negro (Pa negre) | Ganador   |

Premios Gaudí
| Año  | Categoría      | Película             | Resultado |
| ---- | -------------- | -------------------- | --------- |
| 2010 | Mejor director | Pan negro (Pa negre) | Ganador   |
| 2010 | Mejor guion    | Pan negro (Pa negre) | Ganador   |
| 2017 | Mejor director | Incierta gloria      | Nominado  |

Premios Ariel
| Año  | Categoría                     | Película                               | Resultado |
| ---- | ----------------------------- | -------------------------------------- | --------- |
| 2003 | Mejor dirección               | Aro Tolbukhin: en la mente del asesino | Candidato |
| 2003 | Mejor guion original          | Aro Tolbukhin: en la mente del asesino | Ganador   |
| 2012 | Mejor película iberoamericana | Pan negro (Pa negre)                   | Ganador   |

Premios Sant Jordi de Cine
| Año  | Categoría                                        | Película             | Resultado |
| ---- | ------------------------------------------------ | -------------------- | --------- |
| 1980 | Mejor cortometraje                               | Laberint             | Ganador   |
| 1988 | Mejor ópera prima                                | Tras el cristal      | Ganador   |
| 1990 | Mejor película española                          | El niño de la luna   | Ganador   |
| 2011 | Mejor película española (Premio de la Audiencia) | Pan negro (Pa negre) | Ganador   |

Medallas del Círculo de Escritores Cinematográficos
| Año  | Categoría            | Película           | Resultado |
| ---- | -------------------- | ------------------ | --------- |
| 2010 | Mejor guion adaptado | Pan negro          | Nominado  |
| 2021 | Mejor guion adaptado | El vientre del mar | Nominado  |

Premios Turia
| Año  | Categoría               | Película             | Resultado |
| ---- | ----------------------- | -------------------- | --------- |
| 2011 | Mejor película española | Pan negro (Pa negre) | Ganador   |

Premios Butaca
| Año  | Categoría               | Película | Resultado |
| ---- | ----------------------- | -------- | --------- |
| 2000 | Mejor película catalana | El mar   | Ganador   |

### Festivales de cine
| Año  | Festival                                      | Premio                                           | Labor premiada                         | Resultado |
| ---- | --------------------------------------------- | ------------------------------------------------ | -------------------------------------- | --------- |
| 1987 | Fantasporto                                   | Mejor película                                   | Tras el cristal                        | Candidato |
| 1987 | Semana de Cine Español de Murcia              | Mejor ópera prima                                | Tras el cristal                        | Ganador   |
| 1989 | Festival de Cannes                            | Palma de Oro                                     | El niño de la luna                     | Candidato |
| 1989 | Chicago International Film Festival           | Hugo de Oro a la Mejor película                  | El niño de la luna                     | Candidato |
| 1997 | Festival de Cine de Sitges                    | Mejor película                                   | 99.9                                   | Candidato |
| 1999 | Festival de Cine de Sitges                    | Gran Premio del Cine Fantástico Europeo en Oro   | 99.9                                   | Candidato |
| 1999 | Fantafestival                                 | Mejor director                                   | 99.9                                   | Ganador   |
| 1999 | Fantafestival                                 | Gran Premio del Cine Fantástico Europeo en Plata | 99.9                                   | Ganador   |
| 2000 | Festival de Cine de Berlín                    | Oso de Oro                                       | El mar                                 | Candidato |
| 2000 | Festival de Cine de Berlín                    | Premio Manfred Salzgeber                         | El mar                                 | Ganador   |
| 2000 | Chicago International Film Festival           | Hugo de Oro a la Mejor película                  | El mar                                 | Candidato |
| 2002 | Festival de Cine de San Sebastián             | Concha de Oro                                    | Aro Tolbukhin: en la mente del asesino | Candidato |
| 2011 | Festival Solidario de Cine Español de Cáceres | Premio San Pancracio al Mejor director           | Pan negro (Pa negre)                   | Ganador   |
| 2022 | Saraqusta Film Festival                       | Premio Saraqusta                                 | Trayectoria                            | Ganador   |
| 2023 | Festival Internacional de Cine de Gijón       | Premio Rambal                                    | A título póstumo                       | Ganador   |

### Estudios críticos y académicos
- Germán Piqueras, "Víctimas y verdugos. La muerte como leitmotiv en el cine de Agustí Villaronga" Crimen y fantástico, Editorial Cinestesia, 2021. p. 217–228 ISBN 978-84-120496-8-8